# Хутелутуш-Иншушинак
Хутелутуш-Иншушинак — царь Элама, правил приблизительно в 1120 — 1110 годах до н. э. Сын Кутир-Наххунте I и царицы Наххунте-Уту, однако в своих надписях он называет своими отцами и Кутир-Наххунте I и, заменившего того на престоле, его брата Шилхак-Иншушинака. Это происходит от того, что после смерти Кутир-Наххунте I, его вдова Наххунте-Уту, согласно существующему в Эламе обычаю (так называемый левират), стала женой младшего брата покойного, а сын умершего царя был усыновлён тем. В одной из своих надписей Хутелутуш-Иншушинак называет себя даже «сыном» Шутрук-Наххунте, Кутир-Наххунте и Шилхак-Иншушинака… В действительности эти трое были его дедом, отцом и дядей. Дело в том, что эламское слово так означает не только «сын», а также и «мужской отпрыск», «мужской потомок». В этом попутно проявлялось совершенно необычное чувство родства у эламитов, сущность которого не совсем понятна, а именно, различие мужской и женской наследственности.
Хутелутуш-Иншушинака вавилонская хроника называет убийцей своего отца Кутир-Наххунте I; будто бы он заколол того железным кинжалом. Однако в эламских текстах нет даже намёка на это преступление, поэтому данный рассказ считается вымыслом. При Шилхак-Иншушинаке наследовавшему Кутир-Наххунте I, Хутелутуш-Иншушинак был правителем Суз.

## Царский титул
От Хутелутуш-Иншушинака в Сузах не сохранилось ни многочисленных, ни обширных надписей, но тем не менее их можно отнести к самым содержательным царским документам, так как в них особенно ярко проступает самобытность эламского характера. По непонятным причинам Хутелутуш-Иншушинак отказался от прежнего почётного царского титула, принятого его предками: он не называет себя больше «царём Аншана и Суз», а «умножителем государства, наследником Элама и Суз». Возможно, что за этим скрывается государственно-правовая реорганизация. Во всяком случае, при чтении документов данногo царя создается впечатление, что ему пришлось кое-чем поступиться в управлении царством по сравнению с безраздельным господством своих предков.

## Почитание богов и предков
Хутелутуш-Иншушинак пожертвовал храму божественной четы Симуту и Манзат в Сузах новую каменную дверную петлю. Дар был предназначен преимущественно богине. Царь вообще предпочитал обращаться к богиням, особенно к Ишмекараб и Упуркупак. Популярность бога Иншушинака заметно падает, а другие мужские божества, что касается доступных нам до сих пор свидетельств, полностью обходятся вниманием. Надпись на упомянутой дверной петле гласит: «О богиня Манзат, великая госпожа! Я, Хутелутуш-Иншушинак, сын Кутир-Наххунте и Шилхак-Иншушинака, умножитель царства. Я молил о своей жизни, о жизни Наххунте-Уту, моей матери почитаемой, о жизни моих братьев и сестер, и поэтому я велел изготовить эту дверную петлю из камня и установить в храме богини Манзат и эламского бога Симута».
Из вышеупомянутой надписи Хутелутуш-Иншушинака на дверной петле вытекает, что его мать Наххунте-Уту ко времени составления надписи была ещё жива. В более поздних надписях она отсутствует, а это означает, что она ненадолго пережила двух своих супругов (=братьев). Кроме того, надпись доказывает, что Хутелутуш-Иншушинак умер бездетным, ибо непосредственно после своей матери он перечисляет своих братьев и сестёр. В действительности они приходились ему лишь сводными братьями и сестрами, так как были детьми его матери Наххунте-Уту по второму браку с его дядей Шилхак-Иншушинаком. По эламским понятиям, в этом нe было никакой разницы. Главным было то, что восемь сестер и братьев происходили от «матери почитаемой», которая олицетворяла наследственные права династии на престол.

## Война с Вавилонией
О внешней политике Элама при Хутелутуш-Иншушинаке известно лишь из записей Навуходоносора I. Этот четвёртый царь II династии Исина предпринял отчаянные усилия, чтобы сломить эламское господство на юге Двуречья. Скрепя сердце, он решился около 1115 года до н. э. на поход против Элама. Запаси Навуходоносора обнаруживают, на какой риск он при этом шёл: «Я сам себе говорил в страхе, тревоге и отчаянии: Я не хочу разделить участь моего предшественника, который пребывает в Эламе; лучше мне умереть». Упоминая об этом предшественнике, томившемся в эламском плену, Навуходоносор, вероятно, имел в виду царя Нинурта-надин-шуми из Исина, ибо после насильственного угона Кутир-Наххунте I последнего касситского царя Вавилонии Эллиль-надин-аххе в 1157 году до н. э. прошло слишком много времени, чтобы пленник мог ещё быть в живых. Следовательно, из этого можно заключить, что Шилхак-Иншушинак во время своего победоносного продвижения до Евфрата взял в плен также и третьего царя II династии Исина и также увёл его затем в Элам. Во всяком случае, Навуходоносор I всеми силами противился подобной участи. «Я не хочу уклониться от битвы с эламитом», продолжает он, «я не хочу поворачивать вспять. Поэтому Я поджидал его с ещё оставшимся войском у верховья реки Укну (современная Керхе). Однако Нергал, сильнейший из богов, наказал моих воинов [болезнью]». Здесь в глиняной табличке пропуск. Затем Навуходоносор продолжает: «Я побоялся смерти и не отважился на битву, я повернул обратно… В городе Кар-Дур-Апиль-Син я сидел как оглушенный. Эламит (Хутелутуш-Иншушинак) пришёл, и я бежал из города. Я лежал на ложе стенаний и вздохов и, плача, молился богам». Конец этой записи отсутствует, однако содержание его не подлежит сомнению: Навуходоносор был побеждён эламитами и должен был как за себя, так и за своё царство Исин опасаться самого худшего.

## Разгром Элама Навуходоносором I
Однако вавилонянин получил неожиданную помощь. Похоже, что эламский царь правил слишком круто в подвластных ему владениях. Во всяком случае, из Сузианы от него сбежали к Навуходоносору не только два весьма влиятельных жреца, захватив статую бота Риа, но и правитель Лакти-Шиху из Бит-Карзиябку, расположенной в эламской пограничной области Дер, перешёл из эламского подчинения в вавилонское. Навуходоносор, воодушевившись, немедленно поставил Лакти-Шиху командовать своими боевыми колесницами и отважился, по-видимому, около 1110 года до н. э. на новое нападение на Элам из Дера. Подробности известны из охранной грамоты на камне (кудурру), которую царь посвятил своему союзнику Лакти-Шиху после его победоносного возвращения домой. В ней Лакти-Шиху предоставляется ряд привилегий в Бит-Карзиябку. В этой грамоте говорится: «Навуходоносор, внемля советам царя богов Мардуку, взялся за оружие, чтобы отомстить за Аккад. Он вышел со своим войском из Дера и совершил марш дважды по 30 часов. В месяце таммуз (приблизительно июль) он предпринял этот поход. [Камни] на дорогах жгли, как огонь, кончилась вода, устали лошади, ноги воинов подкашивались. Однако благородный царь не останавливался, его не страшила недоступная земля, он продолжал подгонять коней в упряжке. Лакти-Шиху, правитель Бит-Кирзиябку, военачальник его боевых колесниц, чьё место было справа от царя, не покинул своего повелителя в беде и также погнал свою боевую колесницу вперед. Могущественный царь достиг побережья реки Улай; и оба царя (Навуходоносор и Хутелутуш-Иншушинак) начали сражение. Рядом с ними то и дело вспыхивал огонь, пыль затмевала солнечный свет, война свирепствовала подобно урагану». На этот раз военное счастье улыбнулось вавилонянину: «Хутелутуш-Иншушинак, царь Элама, скрылся в своей горе». Загадочный оборот речи означает, что Хутелутуш-Иншушинак нашёл тогда свою смерть. «Царь Навуходоносор победил, он завоевал страну Элам и разграбил его богатства».
Хотя Элам ненадолго подпал под владычество вавилонского царя, все же битва на реке Улай, вблизи Суз, определила дальнейшую судьбу государства. Даже столетия спустя вспоминали эту решающую победу: в исторических записях вавилонских звездочетов она связывалась с появлением метеора, предзнаменовавшего «разгром Навуходоносором Элама». Зенит славы Элама остался позади.
| Шутрукиды                        |                                     |                                 |
| Предшественник: Шилхак-Иншушинак | царь Элама ок. 1120 — 1110 до н. э. | Преемник: Шилхина-хамру-Лагамар |